# Isehara
Isehara (jap. 伊勢原市, -shi) ist eine Stadt im Zentrum der Präfektur Kanagawa.

## Geographie
Isehara liegt südlich von Tokio, westlich von Yokohama und Atsugi, nördlich von Hiratsuka und östlich von Hadano.

## Geschichte
Isehara erhielt am 1. März 1971 das Stadtrecht.

## Verkehr
- Straße:
  - Nationalstraße 246, Richtung Tokio Zentrum oder Numazu
- Zug
  - Odakyū Odawara-Linie in Richtung Shinjuku oder Odawara

## Söhne und Töchter der Stadt
- Yoshiyuki Kamei (1936–2006), Minister
- Shinobu Yaguchi (* 1967), Regisseur, Drehbuchautor, Kameramann und Schauspieler
- Hiroki Katō (* 1968), Autorennfahrer
- Kazuto Iizawa (* 2001), Mittelstreckenläufer

## Angrenzende Städte und Gemeinden
- Atsugi
- Hadano
- Hiratsuka

## Städtepartnerschaften
- La Mirada, Vereinigte Staaten, seit 1981
- Chino, Japan, seit 1986

## Weblinks

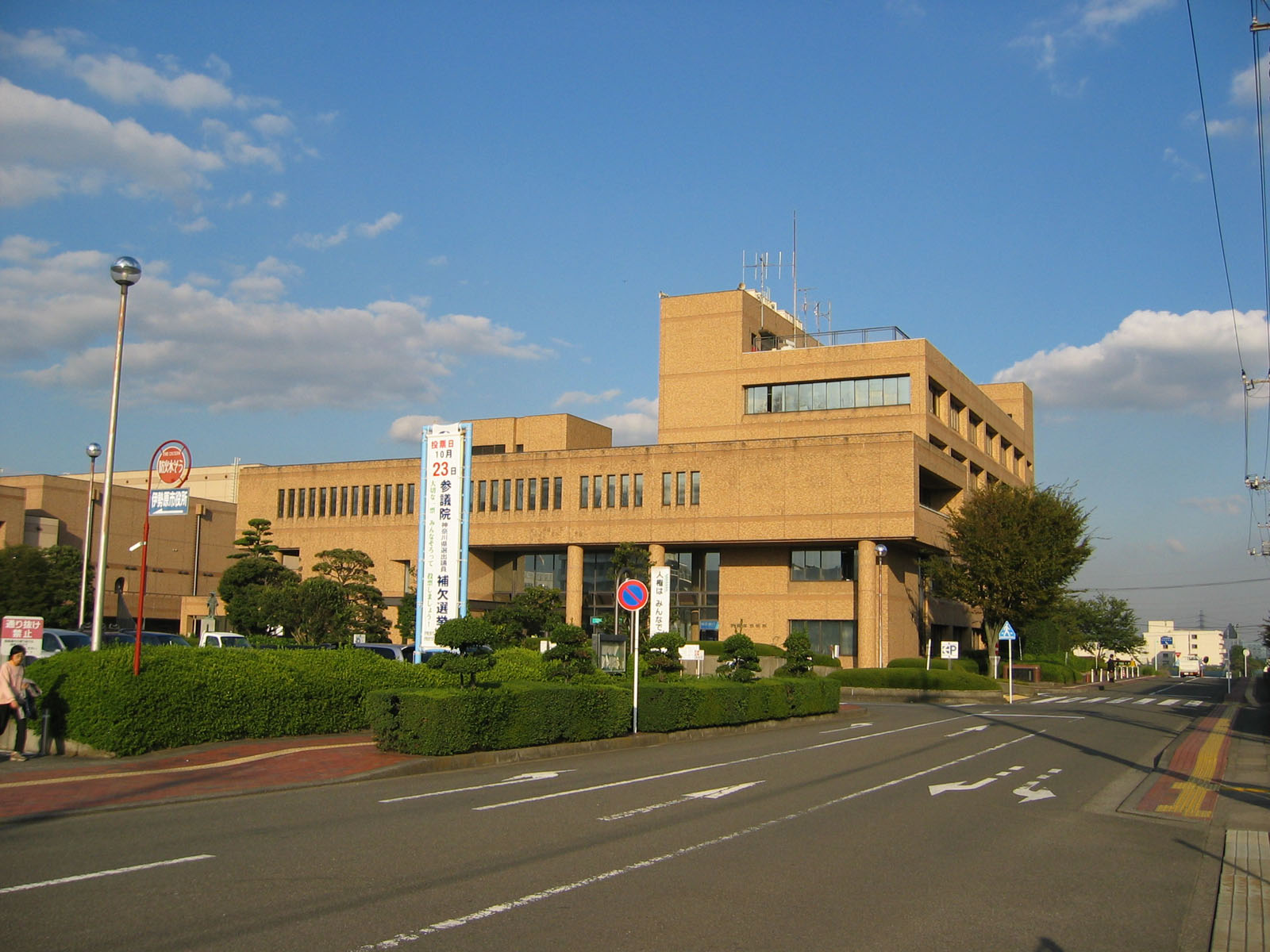
Rathaus von Isehara